# Rhus pentheri
Rhus pentheri és una espècie de planta de la família de les Anacardiàcies. És un arbre resistent a les gelades que arriba a mesurar fins a 6 m. L'arbre és principalment perennifoli però perd les seves fulles durant els hivern severs. Tenen un fullatge verd-oliva amb l'escorça de color cafè i pot créixer a ple Sol o a semi-ombra. Produeix petites flors a les que les segueixen grans quantitats de petits fruits comestibles brillants de color cafè clar, els quals proveeixen un banquet per a les aus. No obstant, només els arbres femella produeixen aquests fruits. L'arbre es distribueix en grans porcions de Sud-àfrica. S'ha plantat a Espanya.